# Stormtropis paisa
Espèce
Stormtropis paisa est une espèce d'araignées mygalomorphes de la famille des Paratropididae.

## Distribution
Cette espèce est endémique du département d'Antioquia en Colombie,. Elle se rencontre dans la cordillère Centrale vers 2 400 m d'altitude vers Medellín.

## Description

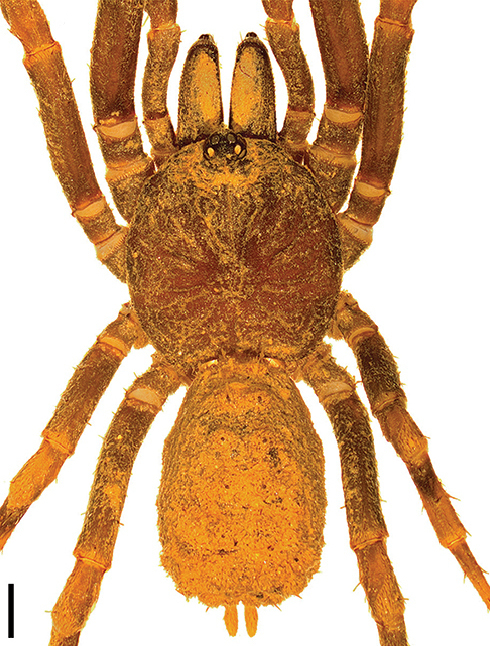
Stormtropis parvum ♂

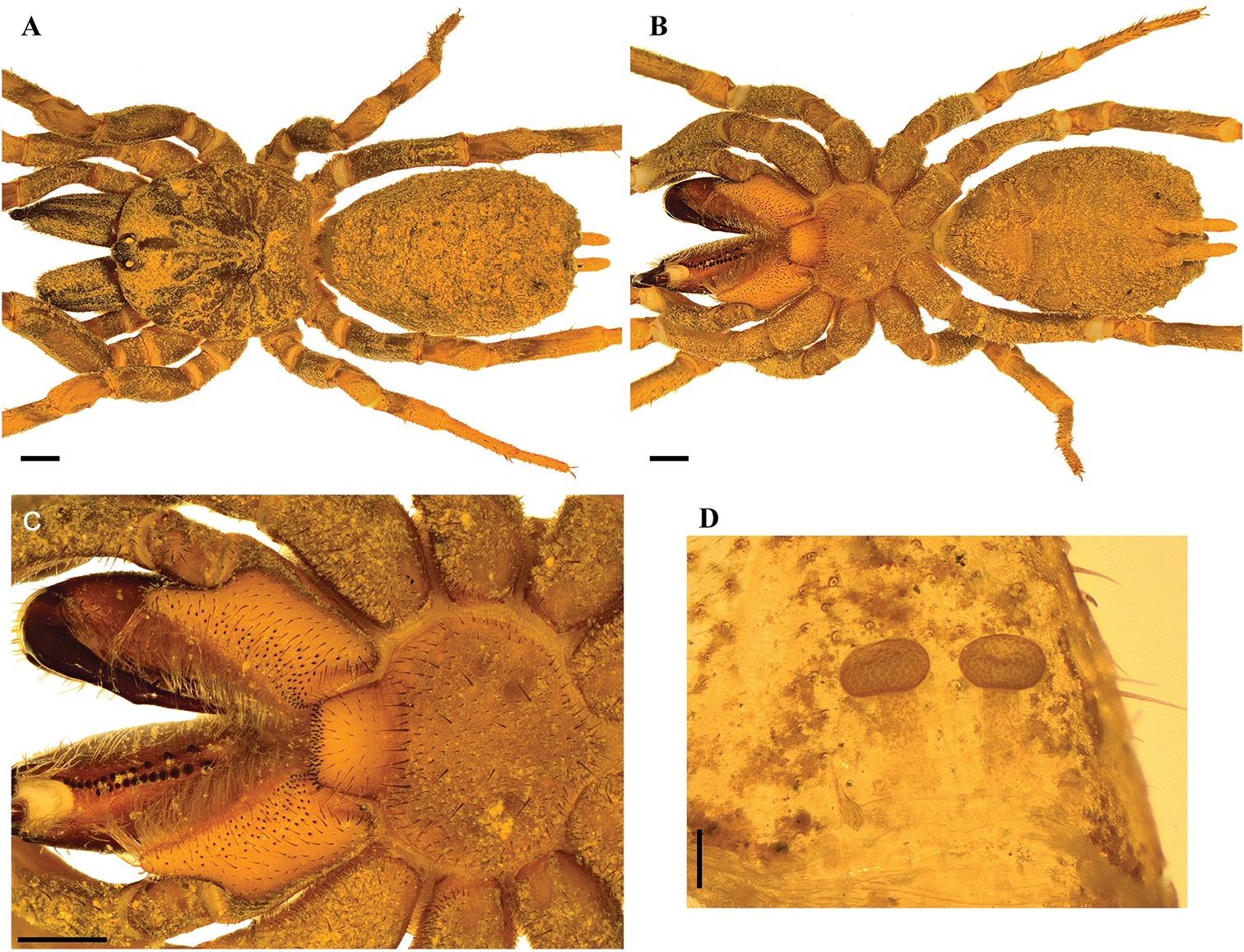
Stormtropis parvum ♀

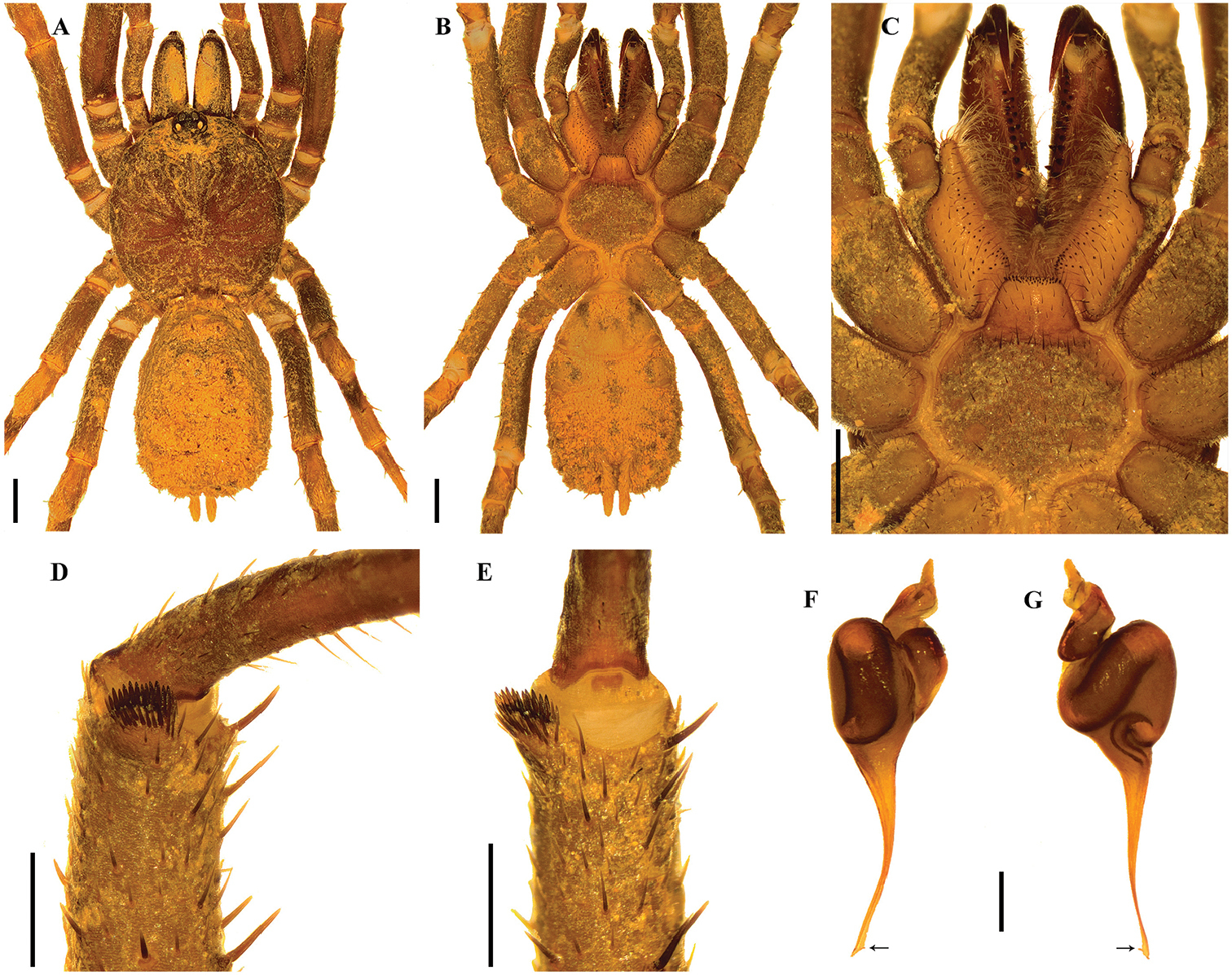
Stormtropis parvum ♂

Le mâle holotype mesure 8,5 mm et la femelle paratype 11,7 mm.

## Systématique et taxinomie
Cette espèce a été décrite par Perafán, Galvis et Pérez-Miles en 2019.

## Publication originale
- Perafán, Galvis & Pérez-Miles, 2019 : « The first Paratropididae (Araneae, Mygalomorphae) from Colombia: new genus, species and records. » ZooKeys, vol. 830, p. 1-31 (texte intégral).